# پیچ اورچارد (میزوری)
پیچ اورچارد (به انگلیسی: Peach Orchard) یک منطقهٔ مسکونی در ایالات متحده آمریکا است که در شهرستان پمیسکات، میزوری واقع شده‌است.